# Liste des aéroports canadiens par indicateur d'emplacement : CP
Cette liste d'aéroports reprend l'ordre alphabétique suivi par le « TC LID ». Le « TC LID » est le « lieu d'identification » donné par Transports Canada, représentant le nom et le lieu d'un aéroport. C'est une aide de direction pour aider la circulation aérienne, les télécommunications et les programmes d'ordinateur.
Le format des entrées sont:
- Lieu d'identification (TC LID) - IATA - Nom de l'aéroport (nom alternatif) - Communauté de l'aéroport - Province

Les aéroports du Réseau national des aéroports sont en caractères gras.

## CA -Canada- CAN[1],[2]
| TC LID | IATA | Nom de l'aéroport                                                            | Communauté                     | Province             |
| ------ | ---- | ---------------------------------------------------------------------------- | ------------------------------ | -------------------- |
| CPA2   |      | Héliport Mount Forest (Louise Marshall Hospital)                             | Mount Forest                   | Ontario              |
| CPA3   |      | Héliport Palmerston (District Hospital)                                      | Palmerston                     | Ontario              |
| CPA4   |      | Aéroport Simcoe (Dennison Field)                                             | Simcoe                         | Ontario              |
| CPA5   |      | Héliport Toronto/Tarten                                                      | Toronto                        | Ontario              |
| CPA6   |      | Héliport Hagersville (West Haldimand General Hospital)                       | Hagersville                    | Ontario              |
| CPA7   |      | Héliport Meaford (General Hospital)                                          | Meaford                        | Ontario              |
| CPA8   |      | Héliport Simcoe (Norfolk General Hospital                                    | Simcoe                         | Ontario              |
| CPA9   |      | Héliport Dunnville (Haldimand War Memorial Hospital)                         | Dunnville                      | Ontario              |
| CPB2   |      | Héliport Fergus (Groves Memorial Community Hospital)                         | Fergus                         | Ontario              |
| CPB3   |      | Héliport Welland (County General Hospital)                                   | Welland                        | Ontario              |
| CPB5   |      | Aéroport Pilot Butte                                                         | Pilot Butte                    | Saskatchewan         |
| CPB7   |      | Héliport Bancroft (North Hastings District Hospital)                         | Bancroft                       | Ontario              |
| CPB8   |      | Aéroport Bistcho                                                             | Paramount Bistcho              | Alberta              |
| CPB9   |      | Aéroport Baldwin                                                             | Baldwin                        | Ontario              |
| CPC2   |      | Aéroport Port Carling                                                        | Port Carling                   | Ontario              |
| CPC3   |      | Aérodrome Arthur (Walter's Field)                                            | Arthur                         | Ontario              |
| CPC4   |      | Héliport Brampton (National "D")                                             | Brampton                       | Ontario              |
| CPC6   |      | Aéroport Teeswater (Thompson Field)                                          | Teeswater                      | Ontario              |
| CPC7   |      | Village aéronautique Hydroaérodrome Pontiac                                  | Pontiac                        | Québec               |
| CPC9   |      | Héliport Huntsville (Memorial District Hospital)                             | Huntsville                     | Ontario              |
| CPD2   |      | Aéroport Ethel                                                               | Ethel                          | Ontario              |
| CPD3   |      | Héliport Durham (Memorial Hospital)                                          | Durham                         | Ontario              |
| CPD4   |      | Aéroport Brussels (Armstrong Field)                                          | Brussels                       | Ontario              |
| CPD6   |      | Hydroaérodrome Parry Sound/St. Waleran Island                                | Parry Sound                    | Ontario              |
| CPD7   |      | Aérodrome Peggo Devon Canada                                                 | Peggo                          | Colombie-Britannique |
| CPD8   |      | Aéroport Hawkesbury (Windover Field)                                         | Hawkesbury                     | Ontario              |
| CPD9   |      | Héliport Markdale (Centre Grey General Hospital)                             | Markdale                       | Ontario              |
| CPE2   |      | Héliport Ajax (Pickering General Hospital)                                   | Ajax                           | Ontario              |
| CPE3   |      | Aéroport Elk Lake                                                            | Elk Lake                       | Ontario              |
| CPE4   |      | Aéroport Cambridge/Reid's Field                                              | Cambridge                      | Ontario              |
| CPE5   |      | Aéroport Port Colborne                                                       | Port Colborne                  | Ontario              |
| CPE6   |      | Aéroport Sundridge/Almaguin Highlands                                        | South River/Sundridge          | Ontario              |
| CPE7   |      | Héliport Héliport Picton (Hôpital Prince Edward County)                      | Picton                         | Ontario              |
| CPE8   |      | Héliport Oakville (Trafalgar Memorial Hospital)                              | Oakville                       | Ontario              |
| CPE9   |      | Héliport Armstrong                                                           | Armstrong                      | Ontario              |
| CPF2   |      | Aéroport Bar River                                                           | Bar River                      | Ontario              |
| CPF4   |      | Aéroport Cobden/Bruce McPhail Memorial                                       | Cobden                         | Ontario              |
| CPF6   |      | Aéroport Stoney Creek                                                        | Stoney Creek                   | Ontario              |
| CPF7   |      | Aérodrome Southampton                                                        | Southampton                    | Ontario              |
| CPF9   |      | Hydroaérodrome Lake Rosseau/Arthurlie Bay                                    | Port Carling                   | Ontario              |
| CPG3   |      | Héliport Fort Erie (Eurocopter Canada)                                       | Fort Erie                      | Ontario              |
| CPG4   |      | Aéroport Elmira (East)                                                       | Elmira                         | Ontario              |
| CPG5   |      | Aéroport Hawkesbury (East)                                                   | Hawkesbury                     | Ontario              |
| CPG7   |      | Aéroport Fergus (Juergensen Field)                                           | Fergus                         | Ontario              |
| CPG8   |      | Héliport Chatham (Public General Hospital)                                   | Chatham                        | Ontario              |
| CPG9   |      | Héliport Renfrew (Victoria Hospital)                                         | Renfrew                        | Ontario              |
| CPH2   |      | Aéroport Deep River/Rolph                                                    | Deep River                     | Ontario              |
| CPH3   |      | Aérodrome Port Hope (Peter's Field)                                          | Port Hope                      | Ontario              |
| CPH4   |      | Héliport Dolbeau-Mistassini/Potvin Heli-Base                                 | Dolbeau-Mistassini             | Québec               |
| CPH7   |      | Héliport Toronto/Markham Stouffville                                         | Toronto                        | Ontario              |
| CPH8   |      | Héliport Brockville (Medical)                                                | Brockville                     | Ontario              |
| CPH9   |      | Aéroport Fordwich                                                            | Fordwich                       | Ontario              |
| CPJ2   |      | Héliport Alliston                                                            | Alliston                       | Ontario              |
| CPJ3   |      | Héliport Hamilton (Chedoke-McMaster Hospital)                                | Hamilton                       | Ontario              |
| CPJ4   |      | Héliport Geraldton (District Hospital)                                       | Geraldton                      | Ontario              |
| CPJ5   |      | Aérodrome Stirling                                                           | Stirling                       | Ontario              |
| CPJ6   |      | Aérodrome St-Pierre-Jolys (Carl's Field)                                     | St-Pierre-Jolys                | Manitoba             |
| CPJ7   |      | Héliport Hôpital général de Kingston                                         | Kingston                       | Ontario              |
| CPJ9   |      | Hydroaérodrome Manitowaning                                                  | Manitowaning                   | Ontario              |
| CPK2   |      | Aéroport Strathroy (Blue Yonder)                                             | Strathroy-Caradoc              | Ontario              |
| CPK3   |      | Héliport Hamilton (General Hospital)                                         | Hamilton                       | Ontario              |
| CPK6   |      | Héliport Toronto (Mississauga Credit Valley Hospital)                        | Toronto                        | Ontario              |
| CPK7   |      | Héliport Ottawa (Children's Hospital)                                        | Ottawa                         | Ontario              |
| CPK8   |      | Hydroaérodrome Renfrew/Black Donald Lake                                     | Renfrew                        | Ontario              |
| CPK9   |      | Aérodrome Arthur (Peskett Field)                                             | Arthur                         | Ontario              |
| CPL2   |      | Héliport Bracebridge (South Muskoka Memorial Hospital)                       | Bracebridge                    | Ontario              |
| CPL3   |      | Village aéronautique Kars/Rideau Valley (Village aéronautique Rideau Valley) | Kars                           | Ontario              |
| CPL4   |      | Aéroport Grand Bend                                                          | Grand Bend                     | Ontario              |
| CPL5   |      | Aéroport Thessalon Municipal                                                 | Thessalon                      | Ontario              |
| CPL6   |      | Hydroaérodrome Gowganda/Gowganda Lake                                        | Gowganda                       | Ontario              |
| CPL7   |      | Héliport Bowmanville (Memorial Hospital)                                     | Bowmanville                    | Ontario              |
| CPL8   |      | Toronto/Cardinal Couriers                                                    | Toronto                        | Ontario              |
| CPM3   |      | Aérodrome Pourvoirie Mirage                                                  | Mirage Lodge, Trans-Taiga Road | Québec               |
| CPM5   |      | Aéroport Tottenham/Volk                                                      | Tottenham                      | Ontario              |
| CPM7   |      | Aérodrome Bradford (Aéroport Brantford Municipal)                            | Bradford                       | Ontario              |
| CPN3   |      | Héliport Moose Factory                                                       | Moose Factory                  | Ontario              |
| CPN2   |      | Village aéronautique Pontiac                                                 | Pontiac                        | Québec               |
| CPN4   |      | Aéroport Hanover/Saugeen Municipal                                           | Hanover                        | Ontario              |
| CPN5   |      | Aéroport Listowel                                                            | Listowel                       | Ontario              |
| CPN6   |      | Hydroaérodrome Algoma Mills                                                  | Algoma Mills                   | Ontario              |
| CPN7   |      | Héliport Carleton Place (District Memorial Hospital)                         | Carleton Place                 | Ontario              |
| CPP2   |      | Héliport Collingwood (General and Marine Hospital)                           | Collingwood                    | Ontario              |
| CPP3   |      | Aéroport Port Perry/Hoskin                                                   | Port Perry                     | Ontario              |
| CPP6   |      | Aérodrome York                                                               | York                           | Ontario              |
| CPP7   |      | Héliport Ottawa (Civic Hospital)                                             | Ottawa                         | Ontario              |
| CPQ3   |      | Héliport Niagara Falls                                                       | Niagara Falls                  | Ontario              |
| CPQ4   |      | Aéroport Lefroy                                                              | Lefroy                         | Ontario              |
| CPQ6   |      | Hydroaérodrome Lake Rosseau/Cameron Bay                                      | Rosseau                        | Ontario              |
| CPQ7   |      | Hydroaérodrome Skeleton Lake                                                 | Skeleton Lake                  | Ontario              |
| CPR2   |      | Aérodrome Ottawa/Embrun                                                      | Embrun                         | Ontario              |
| CPR3   |      | Aéroport Palmerston                                                          | Palmerston                     | Ontario              |
| CPR4   |      | Héliport London (University Hospital)                                        | London                         | Ontario              |
| CPR5   |      | Aéroport Woodstock (Ontario)                                                 | Woodstock                      | Ontario              |
| CPR7   |      | Aérodrome Wingham/Richard W. LeVan                                           | Wingham                        | Ontario              |
| CPR8   |      | Héliport Pincher Creek (Hospital)                                            | Pincher Creek                  | Alberta              |
| CPR9   |      | Aérodrome Fergus (Royland Field)                                             | Fergus                         | Ontario              |
| CPS1   |      | Hydroaérodrome Parry Sound Harbour                                           | Parry Sound                    | Ontario              |
| CPS2   |      | Aéroport Keene/Elmhirst's Resort                                             | Keene                          | Ontario              |
| CPS4   |      | Aéroport Lucan                                                               | Lucan                          | Ontario              |
| CPS5   |      | Aéroport Miminiska                                                           | Miminiska                      | Ontario              |
| CPS6   |      | Héliport Cornwall (Community Hospital McConnell Site)                        | Cornwall                       | Ontario              |
| CPS7   |      | Aéroport Orton/Smith Field                                                   | Orton                          | Ontario              |
| CPS8   |      | Hydroaérodrome Parry Sound/Huron Island                                      | Parry Sound                    | Ontario              |
| CPS9   |      | Hydroaérodrome Parry Sound/Frying Pan Island-Sans Souci                      | Parry Sound                    | Ontario              |
| CPT2   |      | Aéroport Killarney                                                           | Killarney                      | Ontario              |
| CPT3   |      | Aéroport Rockton                                                             | Rockton                        | Ontario              |
| CPT6   |      | Hydroaérodrome Perry Lake                                                    | Perry Lake                     | Ontario              |
| CPT7   |      | Hydroaérodrome Mattawa                                                       | Mattawa                        | Ontario              |
| CPT8   |      | Hydroaérodrome Parry Sound/Deep Bay                                          | Parry Sound                    | Ontario              |
| CPT9   |      | Aérodrome Pintendre                                                          | Pintendre                      | Québec               |
| CPU2   |      | Héliport Kincardine (South Bruce Grey Health Centre)                         | Kincardine                     | Ontario              |
| CPU3   |      | Aéroport Rodney (New Glasgow)                                                | Rodney                         | Ontario              |
| CPU4   |      | Héliport Manitouwadge (General Hospital)                                     | Manitouwadge                   | Ontario              |
| CPU5   |      | Hydroaérodrome Orillia/Matchedash Lake                                       | Orillia                        | Ontario              |
| CPU6   |      | Aéroport Tyendinaga (Mohawk)                                                 | Tyendinaga                     | Ontario              |
| CPV2   |      | Aéroport Orangeville/Castelwood Field                                        | Orangeville                    | Ontario              |
| CPV3   |      | Aéroport St. Joseph Island                                                   | St. Joseph Island              | Ontario              |
| CPV4   |      | Aéroport Mansfield                                                           | Mansfield                      | Ontario              |
| CPV5   |      | Hydroaérodrome Head Lake                                                     | Head Lake                      | Ontario              |
| CPV6   |      | Héliport Barry's Bay (St. Francis Memorial Hospital)                         | Barry's Bay                    | Ontario              |
| CPV7   | YHP  | Aéroport Poplar Hill                                                         | Poplar Hill                    | Ontario              |
| CPV8   | KEW  | Aéroport Keewaywin                                                           | Keewaywin                      | Ontario              |
| CPV9   |      | Aérodrome Poverty Valley                                                     | Poverty Valley                 | Saskatchewan         |
| CPW2   |      | Héliport London (Victoria Hospita                                            | London                         | Ontario              |
| CPW5   |      | Hydroaérodrome Timmins/Porcupine Lake                                        | Timmins                        | Ontario              |
| CPW6   |      | Héliport Midland (Huronia District Hospital)                                 | Midland                        | Ontario              |
| CPW8   |      | Héliport Powell River (Hospital)                                             | Powell River                   | Colombie-Britannique |
| CPW9   |      | Hydroaérodrome Port Alberni                                                  | Port Alberni                   | Colombie-Britannique |
| CPX2   |      | Héliport Marathon (Wilson Memorial Hospital)                                 | Marathon                       | Ontario              |
| CPX6   |      | Héliport Port Perry (Community Memorial Hospital)                            | Port Perry                     | Ontario              |
| CPX8   |      | Hydroaérodrome Sault Ste. Marie                                              | Sault Ste. Marie               | Ontario              |
| CPY2   |      | Héliport Milton (District Hospital)                                          | Milton                         | Ontario              |
| CPY3   |      | Héliport Beardmore (Health Centre)                                           | Beardmore                      | Ontario              |
| CPY5   |      | Héliport Toronto/Wilson's                                                    | Toronto                        | Ontario              |
| CPY7   |      | Hydroaérodrome Huntsville/Bella Lake                                         | Huntsville                     | Ontario              |
| CPY8   |      | Hydroaérodrome Port Carling/Butterfly Lake                                   | Port Carling                   | Ontario              |
| CPY9   |      | Aérodrome Fergus (Terrain d'aviation Holyoake)                               | Fergus                         | Ontario              |
| CPZ2   |      | Héliport Alliston (Stevenson Memorial Hospital)                              | Alliston                       | Ontario              |
| CPZ3   |      | Aéroport Trenton/Mountain View                                               | Mountain View                  | Ontario              |
| CPZ6   |      | Héliport Montréal/Point Zero                                                 | Montréal                       | Québec               |
| CPZ7   |      | Hydroaérodrome Mac Tier/Francis Island                                       | Mac Tier                       | Ontario              |
| CPZ9   |      | Hydroaérodrome Toronto/City Centre                                           | Toronto                        | Ontario              |